# Derivada logarítmica
En matemàtiques, específicament en càlcul i anàlisi complexa, la derivada logarítmica d'una funció f es defineix per la fórmula{\displaystyle {\frac {f'}{f}}}on {\displaystyle f'} és la derivada de f. Intuïtivament, aquest és el canvi relatiu infinitesimal en f; és a dir, el canvi absolut infinitesimal en f, és a dir {\displaystyle f',} escalada pel valor actual de f.
Quan f és una funció f (x) d'una variable real x, i pren valors reals estrictament positius, això és igual a la derivada de ln(f), o al logaritme natural de f. Això es desprèn directament de la regla de la cadena:{\displaystyle {\frac {d}{dx}}\ln f(x)={\frac {1}{f(x)}}{\frac {df(x)}{dx}}}Moltes propietats del logaritme real també s'apliquen a la derivada logarítmica, fins i tot quan la funció no pren valors en els reals positius. Per exemple, com que el logaritme d'un producte és la suma dels logaritmes dels factors, tenim{\displaystyle (\log uv)'=(\log u+\log v)'=(\log u)'+(\log v)'.}Així, per a les funcions de valor positiu-real, la derivada logarítmica d'un producte és la suma de les derivades logarítmiques dels factors. Però també podem utilitzar la llei de Leibniz per obtenir la derivada d'un producte{\displaystyle {\frac {(uv)'}{uv}}={\frac {u'v+uv'}{uv}}={\frac {u'}{u}}+{\frac {v'}{v}}.}Exemples:
- El creixement exponencial i la decadència exponencial són processos amb derivada logarítmica constant.
- En finances matemàtiques, el símbol grec λ és la derivada logarítmica del preu del derivat respecte al preu subjacent.
- En l'anàlisi numèrica, el nombre de condició és el canvi relatiu infinitesimal en la sortida per a un canvi relatiu en l'entrada i, per tant, és una relació de derivades logarítmiques.